# De Banda pra Lua
De Banda Pra Lua é um livro autobiográfico escrito por Aloysio de Oliveira. Foi lançado no Brasil em 12 de setembro de 1983 pela Editora Record. Aloysio conta a história de sua vida com o famoso Bando da Lua, de sua intensa atuação com Carmen Miranda no mundo do show business e de toda uma brilhante época da música popular brasileira.

## Sinopse

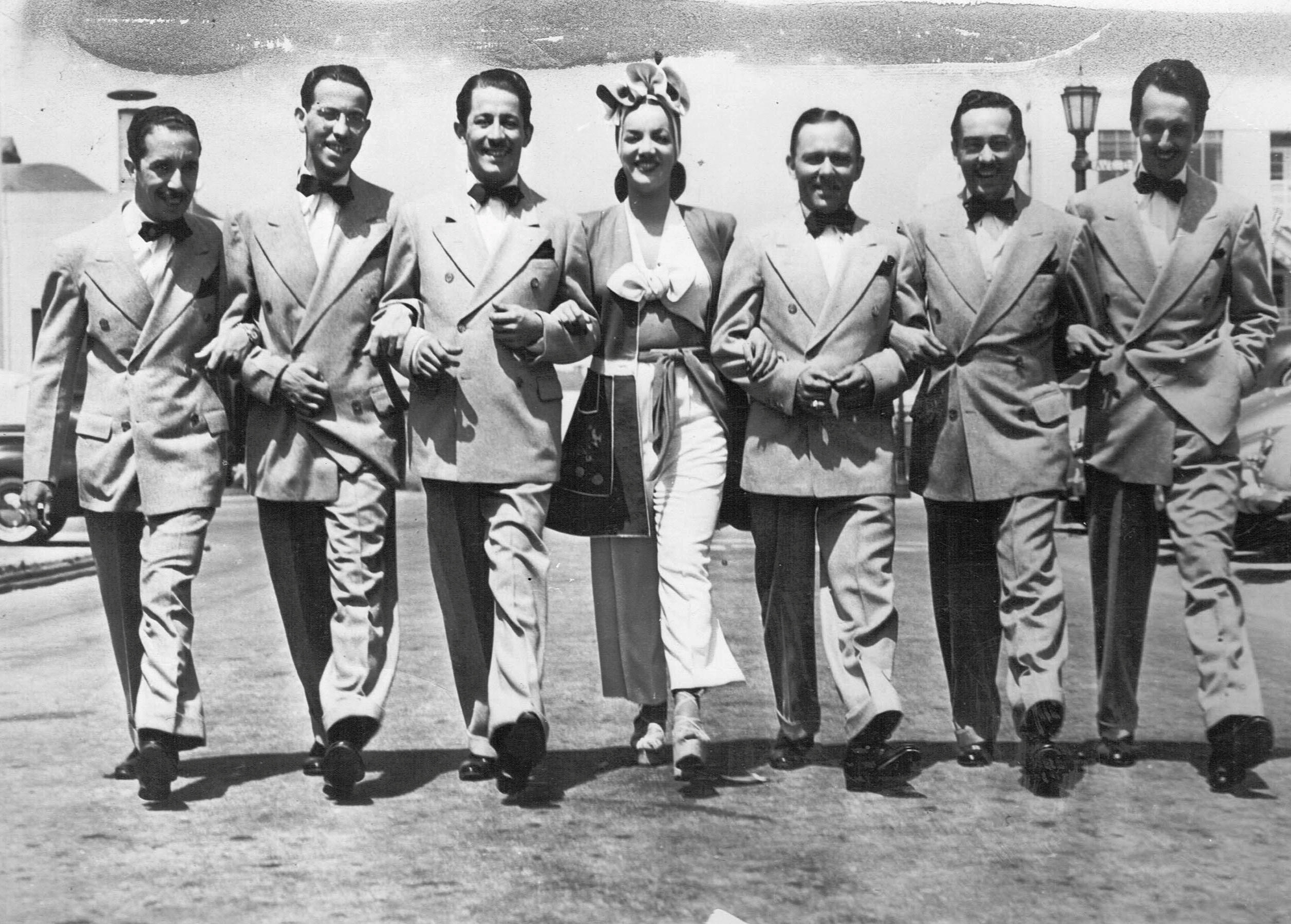
Carmen Miranda com o Bando da Lua durante o intervalo das gravações do filme Minha Secretária Brasileira em 1942.

O Bando da Lua foi o primeiro conjunto vocal existente no Brasil. Juntamente com Carmen Miranda, começaram a obter vários triunfos, com sucessos em gravações como "Tá de Mona", "Cansado de Sambar", "A Hora é Boa", "Amei Lalá" e "Lá lá, Lé lé e Lili". Em 1939, o conjunto e Carmen Miranda embarcava, para os Estados Unidos, onde iriam atingir seus maiores sucessos. E, entre o Brasil e os EUA, fazendo diversos shows, Aloysio começa a desenvolver todo um trabalho de divulgação da Música Popular Brasileira no exterior, participando de filmes que Carmen realizou em Hollywood, além dos seus trabalhos com Walt Disney. O livro vai até 1955, ano da morte de Carmen Miranda, que Aloysio define como a primeira parte de sua vida.

## Lançamento
A noite de autógrafos do livro foi realizado no Canecão em 12 de setembro de 1983, e contou com a presença de grandes nomes da música popular brasileira, entre outros estavam, Fernando Sabino, Millôr Fernandes, João Bosco, Dorival Caymmi, Nara Leão, Tônia Carrero, Grande Otelo, Miele, Daniel Filho, Tom Jobim, Bruno Barreto, Walter Lima Júnior, Boni e Braguinha.
"Conto a história de um homem que deu certo. Meu pai me disse que eu tinha nascido com a banda virada pra lua e, por isso, deveria ter muita sorte na vida. Se o livro tiver uma boa recepção, começo a escrever a segunda [parte], falando do trabalho com a gravadora Elenco e a Bossa Nova," disse Aloysio na noite de lançamento do livro em entrevista ao jornal Última Hora.

## Recepção
Moacyr Andrade do Jornal do Brasil escreveu que o livro é "leve e agradável, um memorialismo singelo (às vezes até ingenuo) capaz de fazer as delicias, ao mesmo tempo, dos apaixonados pela musica popular e dos amantes das recordações de viagens, sem falar dos fãs do cinema (...) Aloysio de Oliveira não se propôs a tarefa (não teve a intenção sequer - como acentua - de escrever uma autobiografia). Mas é inconteste que ninguém poderá cumpri-la com o mesmo conhecimento e com igual facilidade. Não terá essa obrigação, é certo. No entanto, como se dispôs a escrever memórias, é de se lamentar que não tenha feito um pouco de esforço para enriquecer a história da musica popular brasileira com um depoimento definitivo sobre um dos seus maiores duradouros mitos.